# Амира (село)
Амира (фр. Amirat) насеље је и општина у Француској у региону Прованса-Алпи-Азурна обала, у департману Приморски Алпи која припада префектури Грас.
По подацима из 2004. године у општини је живело 26 становника, а густина насељености је износила 3 становника/km². Општина се простире на површини од 12,95 km². Налази се на средњој надморској висини од 860 метара (максималној 1.373 m, а минималној 725 m).

## Демографија
| 1962. | 1968. | 1975. | 1982. | 1990. | 1999. | 2011. |
| ----- | ----- | ----- | ----- | ----- | ----- | ----- |
| 29    | 39    | 40    | 72    | 50    | 41    | 57    |

График промене броја становника у току последњих година